# 普路托

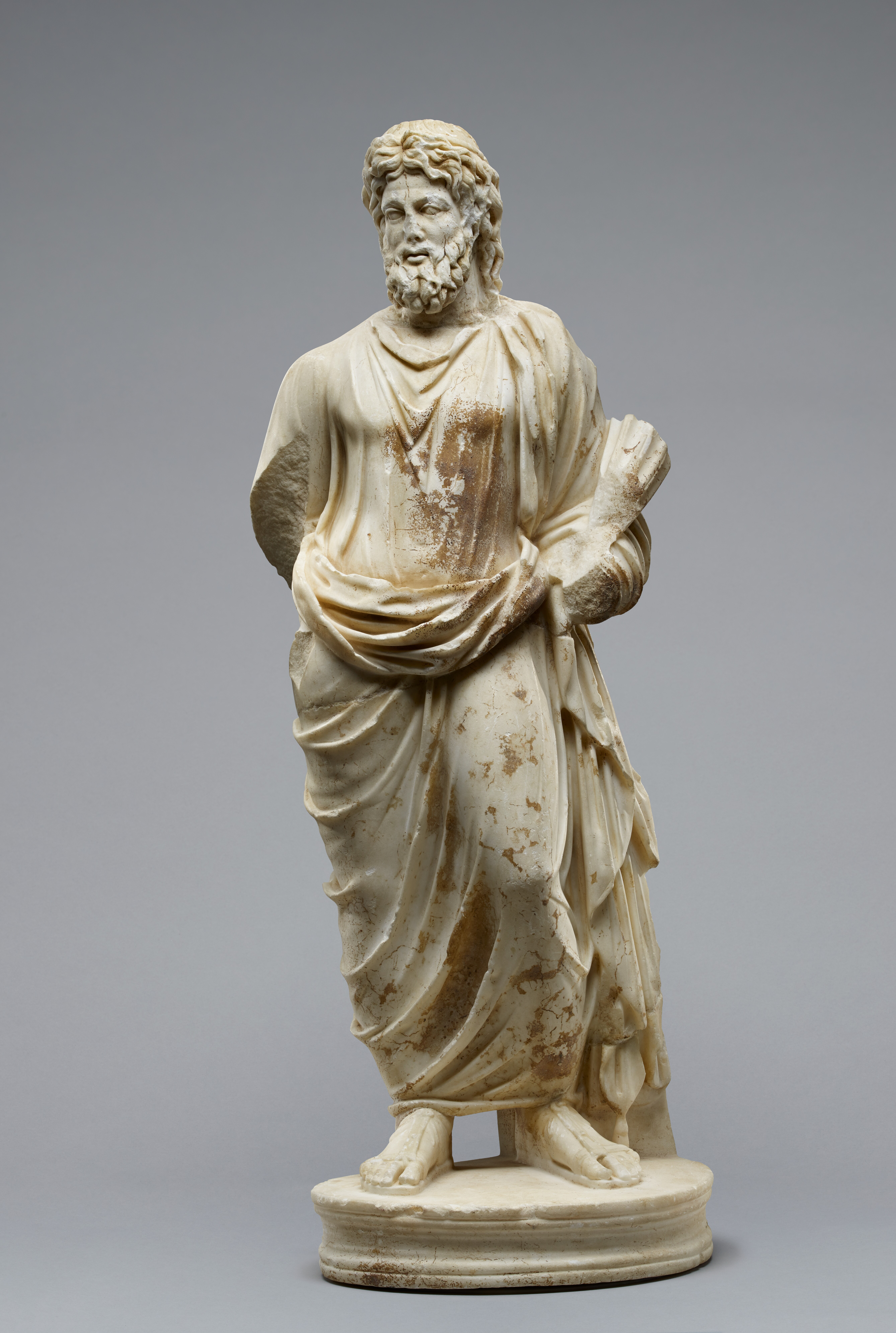

普路托，罗马神话中的冥王，阴间的主宰。希腊神话中冥王黑帝斯的别名普路同（希腊语：Πλούτων）為此名的來源。冥王星的拉丁名就是“普路托”。
而罗马神话中普路托的妻子是普洛塞庇娜，相对应于希腊神话中冥王的妻子珀耳塞福涅。普洛塞庇娜是农业女神席瑞斯（对应于希腊神话中的狄蜜特）的女儿，关于她的神话完全是从泊瑟芬的神话照搬过来的。
“普魯托”这个名字源于希腊语词根“富有的”，因为冥王被认为是掌管地下财富并从地下赋予人间收成的神。在从希腊神话中引进普路托后，罗马原有的冥神狄斯·帕忒耳逐渐被吸收和取代了。
值得注意的是，在希腊-罗马神话中冥王从来不是邪恶的神，他并不是像基督教的撒但一样与正义对立的人物，不过古代人确实很少崇拜他。在古罗马，没有一座神庙是专门祭祀普路托的，只是在玛尔斯练兵场有一个合祭普路托与普洛塞庇娜的地下祭坛，但在拜占廷却有一座普路托神庙。据说罗马人只把黑色的动物献给普路托。

## 资料来源
- . . 瀋陽: 辽宁人民出版社: 895. ISBN 7-205-00960-X.